# 조폭 마누라 2 - 돌아온 전설
조폭 마누라 2 - 돌아온 전설은 2003년 공개된 대한민국의 영화이다.

## 배역
- 신은경 : 차은진 역
- 박준규 : 윤재철 역
- 장세진 : 백상어 역
- 류현경 : 윤지현 역
- 주현 : 고사채 역
- 최은주 : 세리 역